# 흰자

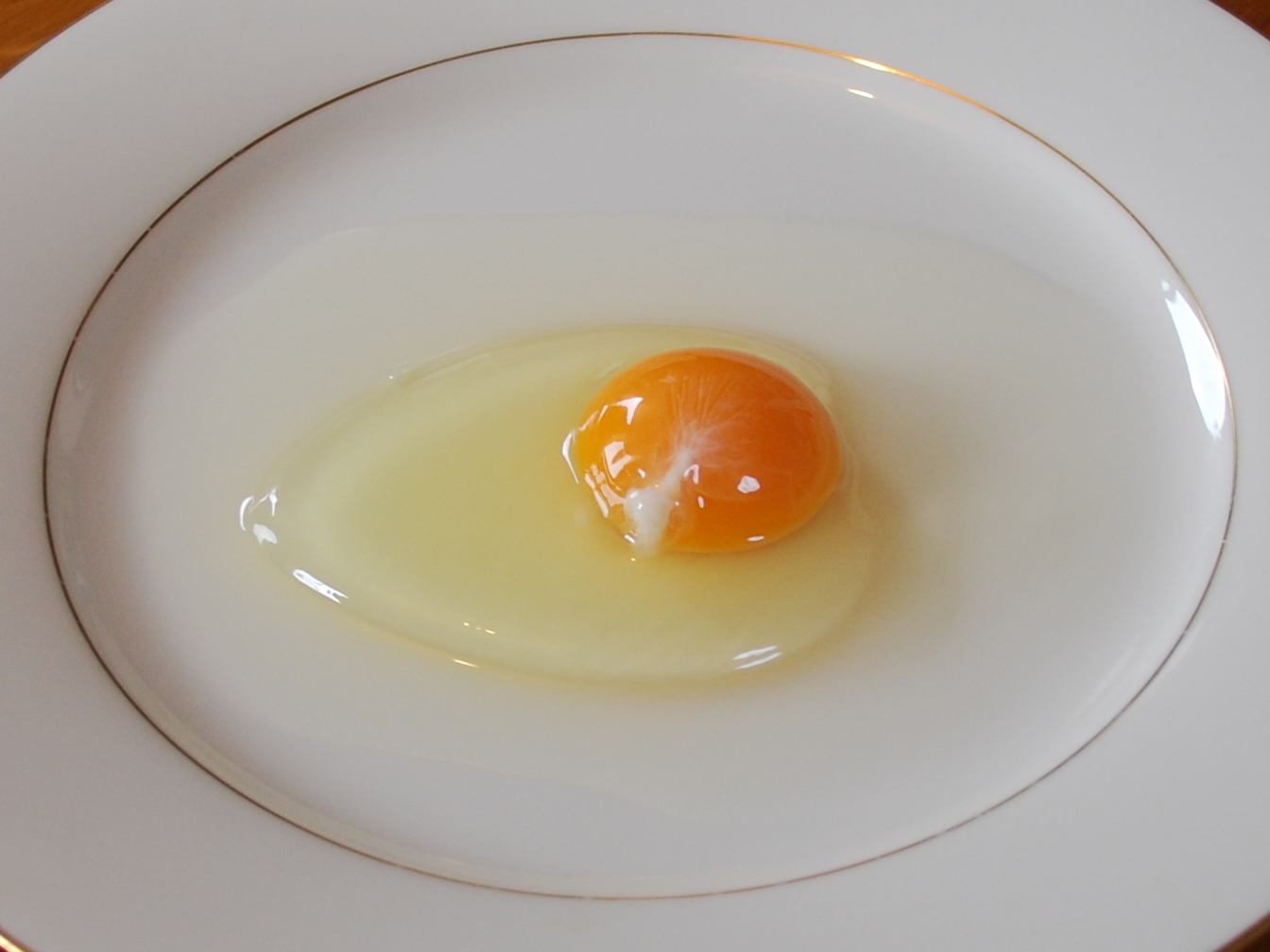
투명한 노른자위(눈에 보이는 흰 난대)가 중앙에 있고 투명한 노란색 흰자가 주위를 둘러싸고 있는 날달걀.

흰자(영어: Egg white) 또는 난백(卵白)은 알 내부에 있는 투명한 액체(또한 알부민 또는 글레어/글레어라고도 불림)이다. 닭의 경우, 암탉의 난관 전면부에서 알이 통과하는 동안 분비되는 층으로 형성된다. 수정된 또는 수정되지 않은 알 노른자 주위에 형성된다. 흰자의 주된 자연적 목적은 노른자를 보호하고 (수정된 경우) 배 (생물학)의 성장을 위한 추가 영양을 제공하는 것이다.
흰자는 주로 약 90%의 물로 구성되어 있으며, 약 10%의 단백질 (알부민류, 뮤코단백질 및 글로불린류 포함)이 용해되어 있다. 지질(지방) 함량이 높은 노른자와 달리 흰자는 지방을 거의 포함하지 않으며, 탄수화물 함량은 1% 미만이다. 흰자는 알 전체 단백질의 약 56%를 차지한다. 흰자는 음식에 많은 용도로 사용되며(예: 머랭, 무스 (음식)) 기타 많은 용도로도 사용된다(예: 인플루엔자 백신과 같은 백신 제조).

## 구성
흰자는 닭 알 무게의 약 3분의 2를 차지한다. 이 중 약 90%는 물이며, 단백질, 미량의 광물, 지방 물질, 비타민 및 포도당이 나머지를 구성한다. 날것의 미국 대형 달걀에는 약 33그램의 흰자가 포함되어 있으며, 이는 3.6그램의 단백질, 0.24그램의 탄수화물, 55밀리그램의 나트륨을 함유한다. 콜레스테롤은 없으며 에너지 함량은 약 17 칼로리이다. 흰자는 알칼리성 용액이며 약 149가지 단백질을 함유한다. 아래 표는 흰자의 주요 단백질을 백분율과 그 자연적 기능별로 나열한 것이다.
| 단백질             | 풍부도 |
| ------------------ | ------ |
| 오브알부민         | 54%    |
| 오보트랜스페린     | 12%    |
| 오보뮤코이드       | 11%    |
| 오보글로불린 G2    | 4%     |
| 오보글로불린 G3    | 4%     |
| 오보뮤신           | 3.5%   |
| 리소자임           | 3.4%   |
| 오보인히비터       | 1.5%   |
| 오보글리코프로틴   | 1%     |
| 플라보단백질       | 0.8%   |
| 오보마크로글로불린 | 0.5%   |
| 아비딘             | 0.05%  |
| 시스타틴           | 0.05%  |

오브알부민은 알부민에서 가장 풍부한 단백질이다. 인산당단백질로 분류되며, 저장 중에 s-오브알부민으로 전환된다(산란 시 5%) 그리고 냉장 보관 6개월 후에는 최대 80%에 도달할 수 있다. 용액 상태의 오브알부민은 내열성이 있다. 변성 (생화학) 온도는 약 84°C이지만 물리적 스트레스에 의해 쉽게 변성될 수 있다. 콘알부민/오보트랜스페린은 이가 및 삼가 금속 양이온을 복합체로 결합할 수 있는 당단백질이며 오브알부민보다 열에 더 민감하다. 등전점 pH(6.5)에서는 두 개의 양이온을 결합할 수 있으며 붉은색 또는 노란색을 띤다. 이 금속 복합체는 자연 상태보다 열 안정성이 더 높다. 오보뮤코이드는 흰자의 주요 알레르겐이며 트립신 억제제로 발견되는 내열성 당단백질이다. 리소자임은 특정 그람 양성균의 세포벽을 용해할 수 있는 홀로단백질이며, 노른자를 알 중앙에 고정시키는 난황선 및 난황대에 높은 수준으로 존재한다. 오보뮤신은 걸쭉한 알부민의 젤과 같은 구조에 기여할 수 있는 당단백질이다. 걸쭉한 알부민의 오보뮤신 양은 묽은 알부민의 4배이다.

## 거품

단백질 변성 (생화학)의 시각적 표현. 구상 단백질은 열에 노출되면 풀린다.

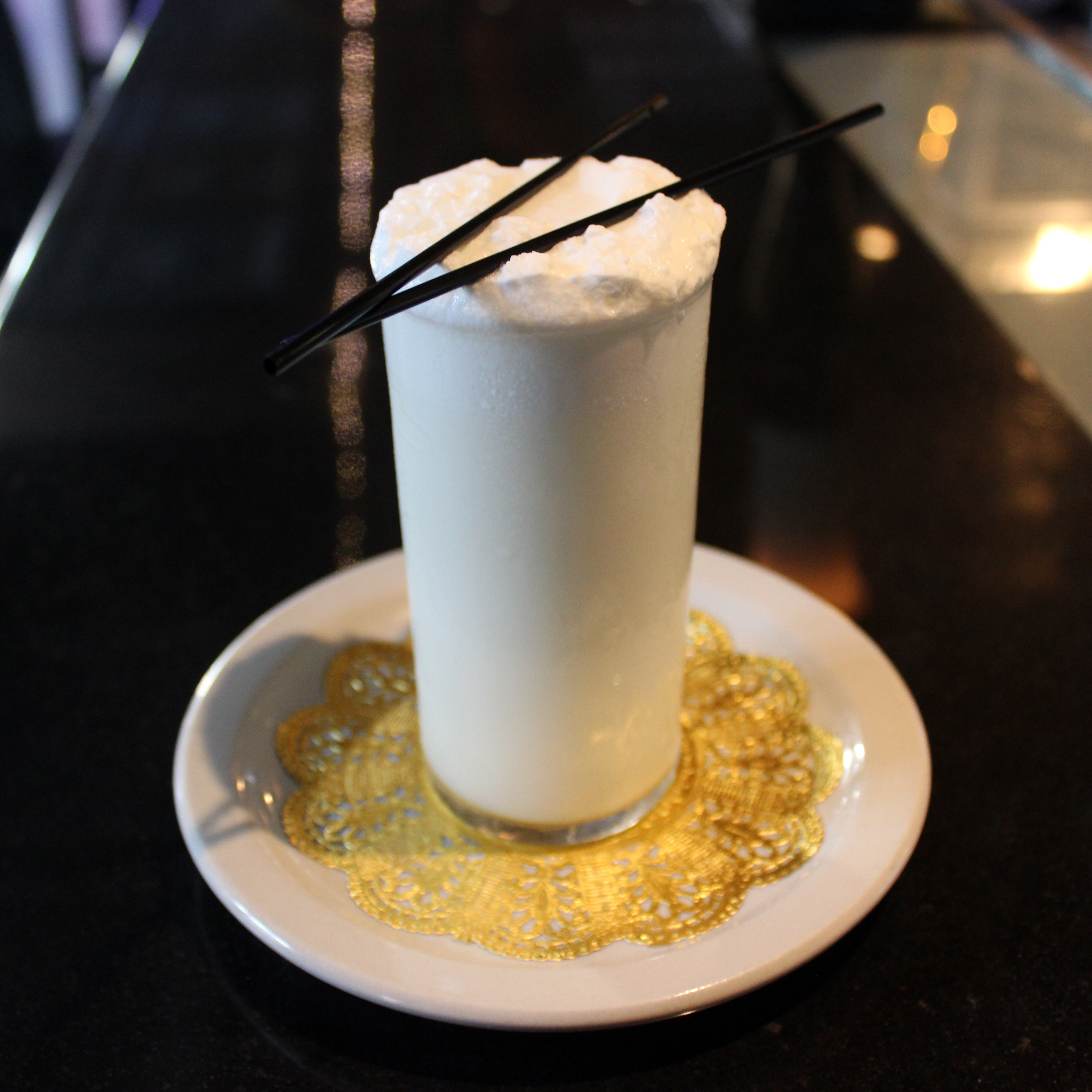
폭기된 흰자는 흔든 칵테일 레시피(예: 라모스 진 피즈)에 질감과 미학적 목적으로 자주 사용된다.

흰자를 휘젓는 물리적 스트레스는 거품을 생성할 수 있다. 휘젓기로 흰자를 휘저을 때 발생하는 두 가지 유형의 물리적 스트레스는 변성과 응고이다.
변성은 휘젓기가 액체를 휘저어 단백질 분자를 펼치는 힘을 생성할 때 발생한다.
응고는 공기가 흰자에 섞여 단백질이 자연 상태에서 벗어나게 하는 것이다. 이 변성된 단백질은 공기와 물이 만나는 곳에 모여 다른 풀어진 단백질과 여러 결합을 형성하여 거품이 되어 혼합된 공기를 제자리에 고정시킨다. 단백질은 아미노산으로 구성되어 있으므로 일부는 친수성이고 일부는 소수성이다.
흰자를 휘저을 때, 휘젓기를 들어 올렸을 때 형성되는 봉우리에 따라 부드러운 봉우리, 단단한 봉우리, 뻣뻣한 봉우리 세 단계로 분류된다. 너무 많이 휘저은 달걀은 건조해 보이며, 결국 무너진다. 흰자는 식용유나 노른자에 포함된 지방과 같은 어떤 형태의 지방에도 노출되면 제대로 휘저어지지 않는다.
프랑스에서는 18세기부터 구리 그릇이 달걀 거품을 안정화하는 데 사용되었다. 그릇의 구리는 흰자위와 같은 반응성 황 물질에 더 단단한 결합을 만드는 데 도움을 준다. 생성된 결합은 황이 다른 어떤 물질과도 반응하는 것을 방지할 정도로 매우 단단하다. 은-도금된 그릇도 구리 그릇과 동일한 결과를 가져오며, 건강식품점에서 구입한 소량의 분말 구리 보충제를 유리 그릇에 사용해도 마찬가지이다. 구리 그릇의 단점으로는 그릇 자체의 비용이 많이 들고 깨끗하게 유지하기 어렵다는 점이 있다. 그릇에서 나오는 구리 오염은 미미한데, 한 컵의 거품에는 사람의 정상적인 일일 권장 섭취량의 10분의 1이 포함되어 있다.

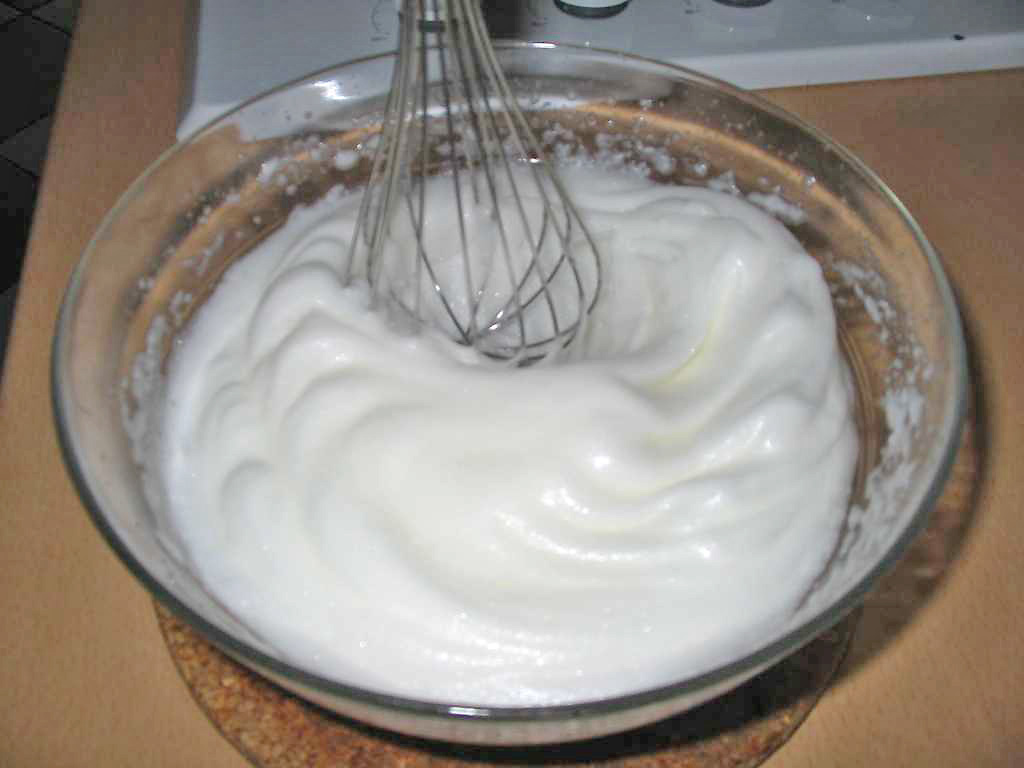
휘저은 흰자

## 건강 문제
흰자는 저지방, 고단백 영양 공급원으로 귀하게 여겨지지만, 소수의 사람들은 흰자를 먹을 수 없다. 달걀 알레르기는 성인보다 영유아에게 더 흔하며, 대부분의 어린이는 5세까지 알레르기가 사라진다. 흰자에 대한 알레르기 반응은 노른자에 대한 반응보다 더 흔하다. 진정한 알레르기 반응 외에도 일부 사람들은 흰자에 대한 식품 불내증을 경험한다.
달걀은 살모넬라 오염에 취약하다. 충분히 익히면 직접적인 위협(즉, 단단하고 묽지 않은 익힌 흰자)은 제거되지만, 오염된 달걀을 다룬 후 다른 음식이나 주방 용품을 만져 박테리아를 퍼뜨리면 교차 오염의 위협은 여전히 남는다. 2010년 8월, FDA는 살모넬라 오염 가능성으로 인해 3억 8천만 개의 달걀을 리콜 명령했다.
익힌 달걀은 비오틴의 좋은 공급원이다. 그러나 날 흰자를 몇 달 동안 매일 섭취하면 비오틴 결핍을 초래할 수 있는데, 이는 흰자에 함유된 아비딘이 비오틴을 강하게 결합하여 흡수를 방해하기 때문이다.

## 용도
흰자는 와인의 정화 및 안정화에 사용될 수 있는 청징제이다. 흰자는 또한 흔든 칵테일에 첨가하여 섬세한 거품을 만들 수 있다. 일부 단백질 파우더도 흰자를 주된 단백질 공급원으로 사용한다.
흰자에서 얻은 알부민은 1855년에서 1890년 사이 초기 사진술에서 결합제로 사용되었으며, 이러한 인쇄물을 알부민 인화라고 불렀다.
1750년대에는 흰자가 붓기를 예방한다고 여겨져 그 목적으로 사용되었다. 피부의 염증 부위를 진정시키는 데 도움이 되도록 알메니아 볼과 섞은 흰자는 섬유질을 회복시키는 데 도움이 될 수 있었다. 흰자는 또한 책 제본에서 금붙임 과정 중 '글레어'라고 불리며 책 표면에 광택을 내는 데 사용된다.

## 같이 보기
- 노른자